# Reduta w Nowej Wsi Spiskiej

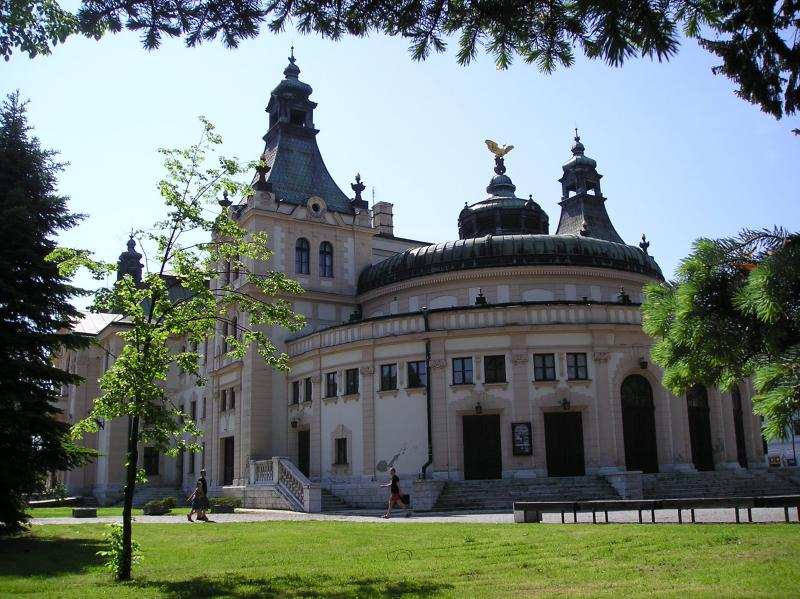
Reduta; skrzydło wschodnie z salą teatralną

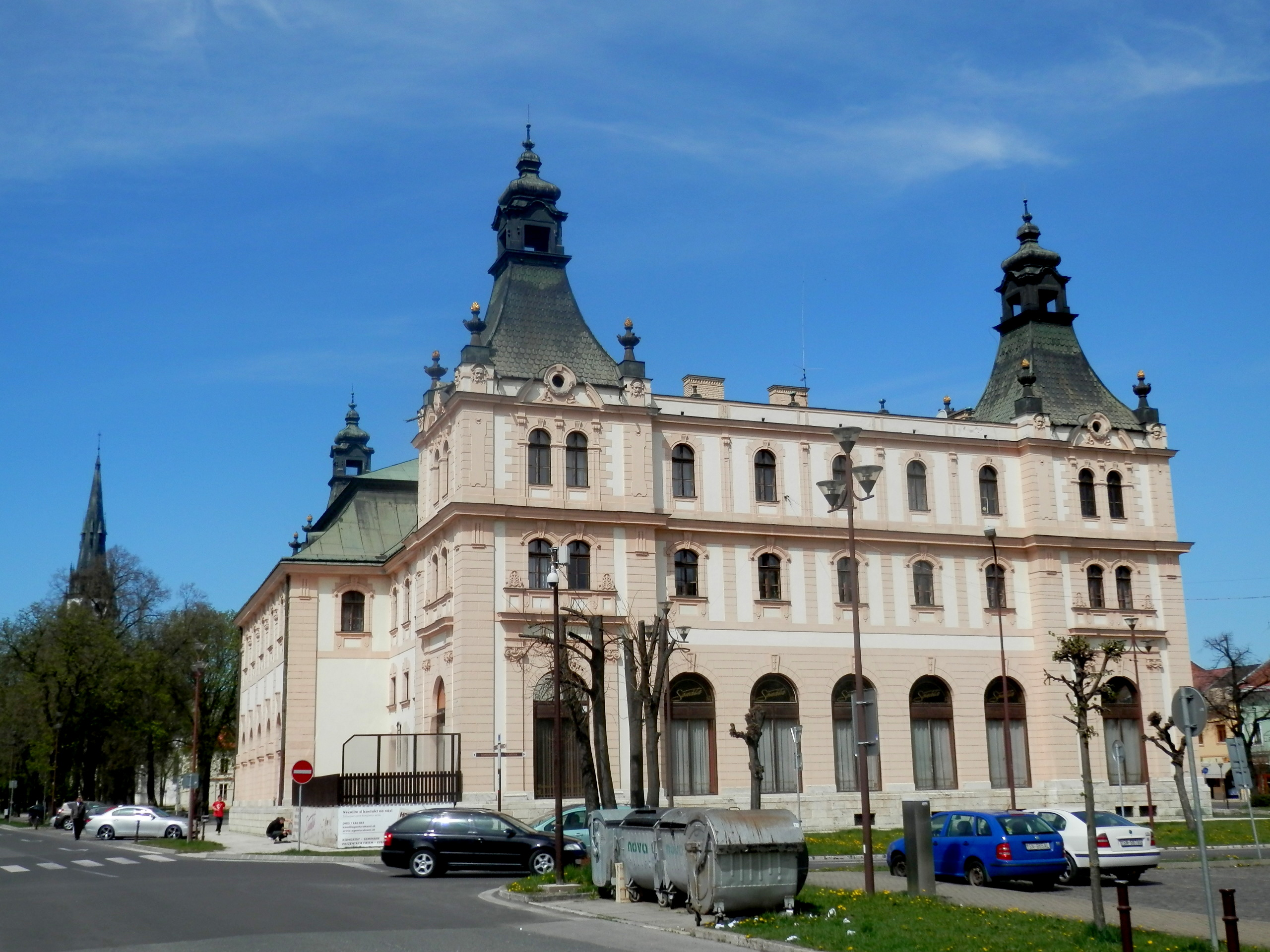
Reduta; skrzydło zachodnie z kawiarnią i hotelem

Reduta – okazała, wielozadaniowa budowla miejska, usytuowana we wschodniej części Rynku (słow. Radničné namestie) miasta Nowa Wieś Spiska na Słowacji. Jest jedną z ośmiu tego typu reprezentacyjnych budowli, charakterystycznych dla miast o licznym, bogatym mieszczaństwie, zachowanych do dziś na terenie tego kraju.
Wzniesiona została w latach 1900-1905 według planów architekta Kálmána Gerstera w stylu secesyjnym, w którym wyraźnie widoczne są elementy neobarokowe. Jest to składająca się z wielu brył murowana budowla, usytuowana na planie prostokąta, którego narożniki podkreślają cztery wieże. Centralną część zajmuje dzisiejsza sala koncertowa, pełniąca dawniej rolę reprezentacyjnej sali miejskiej i sali balowej, nakryta częściowo dachem łamanym. Frontowy ryzalit wzbogaca na piętrze duży balkon, wsparty na dwóch okrągłych kolumnach, pod którym znajduje się podjazd i główne wejście do sali. Wschodnie skrzydło zajmuje sala teatralna. Dobudowany do niego półokrągły westybul nakryty jest mocno spłaszczoną kopułą, zwieńczoną złoconym posążkiem łabędzia siedzącego na lirze. Ponad portalem kurtyny znajduje się wielkie olejne malowidło przedstawiające panoramę Tatr pędzla wybitnego słowackiego malarza Jozefa Hanuli. W zachodnim skrzydle projektant umieścił hotel i reprezentacyjną kawiarnię. Narożne wieże, wzniesione na planie kwadratu, wystające nieznacznie poza lica murów w formie alkierzy, nakryte są dachami namiotowymi o wklęsłych połaciach, zwieńczonymi neobarokowymi sygnaturkami.
Obecnie budowla, gruntownie remontowana w l. 80. XX w., jest siedzibą Teatru Spiskiego (słow. Spišské divadlo), Miejskiego Centrum Kultury (słow. Mestské kultúrne centrum), lokalnej telewizji „Reduta” oraz restauracji z kawiarnią. Sala „redutowa” o doskonałej akustyce w dalszym ciągu pełni rolę sali koncertowej oraz jest miejscem organizacji ważnych imprez społeczno-kulturalnych.